# Donato (nombre)
Donato es un nombre propio masculino de origen latino en su variante en español. Proviene del latín donatus (donado, dado), en el sentido de «donado a Dios».

## Santoral
- 25 de febrero: San Donato, mártir en África (siglo III).
- 7 de agosto: San Donato de Arezzo, santo patrón de Arezzo.

## Variantes
- Femenino: Donata.

### Variantes en otros idiomas
| Variantes en otras lenguas | Variantes en otras lenguas |
| -------------------------- | -------------------------- |
| Español                    | Donato                     |
| Alemán                     | Donatus                    |
| Catalán                    | Donat                      |
| Euskera                    | Donata                     |
| Francés                    | Donat                      |
| Holandés                   | Donatus                    |
| Húngaro                    | Donát                      |
| Inglés                     | Donatus                    |
| Italiano                   | Donato                     |
| Latín                      | Donatus                    |
| Lituano                    | Donatas                    |
| Polaco                     | Donat                      |
| Portugués                  | Donato                     |
| Rumano                     | Donat                      |
| Ruso                       | Донат (Donat)              |